# 萨菲航空

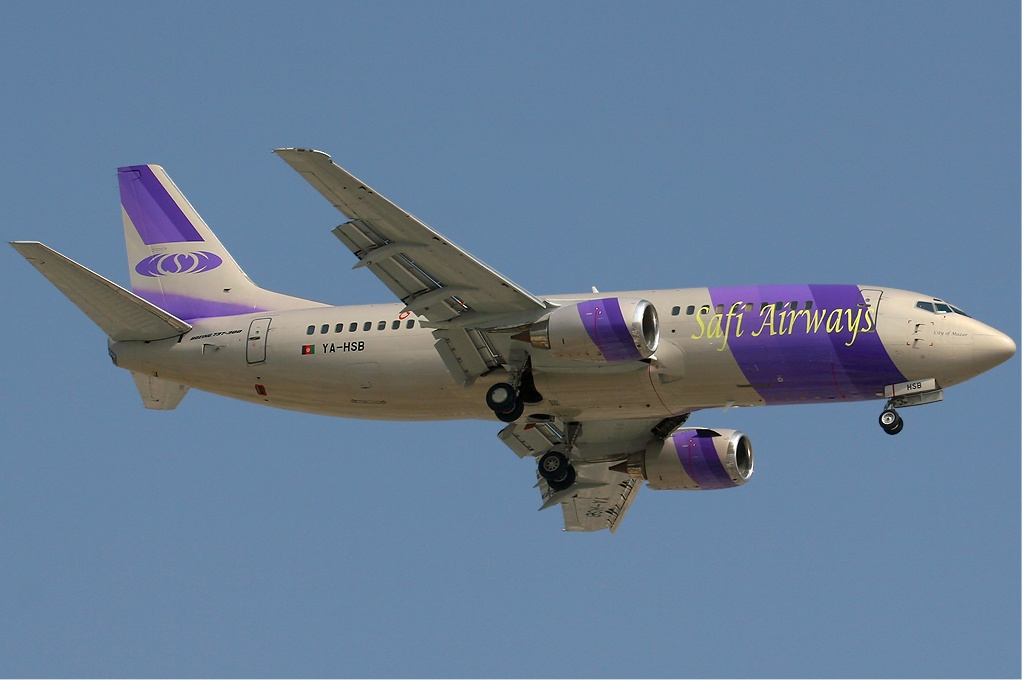
一架萨菲航空的波音737-300型客机正在阿拉伯联合酋长国迪拜国际机场降落（2009年）。

萨菲航空有限公司（波斯语：خطوطهواییصافی‎）是阿富汗国内第一家也是最大的民营航空公司，萨菲航空以喀布尔和迪拜为主要运营基地，该公司是阿富汗萨菲集团的下属子公司，成立于2006年。萨菲航空有限公司现任董事长兼首席执行官是宰丹·哈利法特。萨菲航空总部位于阿富汗首都喀布尔西北部的沙利瑙（Shāre Naw），在迪拜国际机场自由区设置有行政办公室，在迪拜的德伊勒区中心地段设有票务办公室。萨菲航空是阿富汗国内第一家通过欧洲航空安全局（EASA）、国际民航组织（ICAO）和国际航空运输协会运行安全审计认证 （IOSA）航空运输安全规范的航空公司。

## 历史
2009年6月15日，萨菲航空开通了自阿富汗首都喀布尔至德国法兰克福的国际航线。2010年11月，欧洲联盟更新了禁止进入欧盟成员国领空的航空公司名单，所有在阿富汗注册的飞机都禁止飞入欧盟领空，因此这条航线营运到2010年11月24日终止。2009年11月5日，一架空客A340-311飞机交付萨菲航空，这架飞机在其后用于运营法兰克福航线，直至欧盟禁令发布后这架飞机被萨菲航空除役。2011年，萨菲航空新引进一架空客A320-200飞机，取代了原有的一架波音737-300型飞机。目前萨菲航空计划订购一架空中客车A330客机用于长途航线的运营。
2012年2月，萨菲航空通过国际航空运输协会（IATA）对其进行的评审成为IATA成员，这是阿富汗第一家取得IATA认证资格的航空公司。
因應萨菲航空未能還債和欠稅，阿富汗當局於2016年9月5日起下令薩菲航空公司暫停所有航班運營。 

## 航点

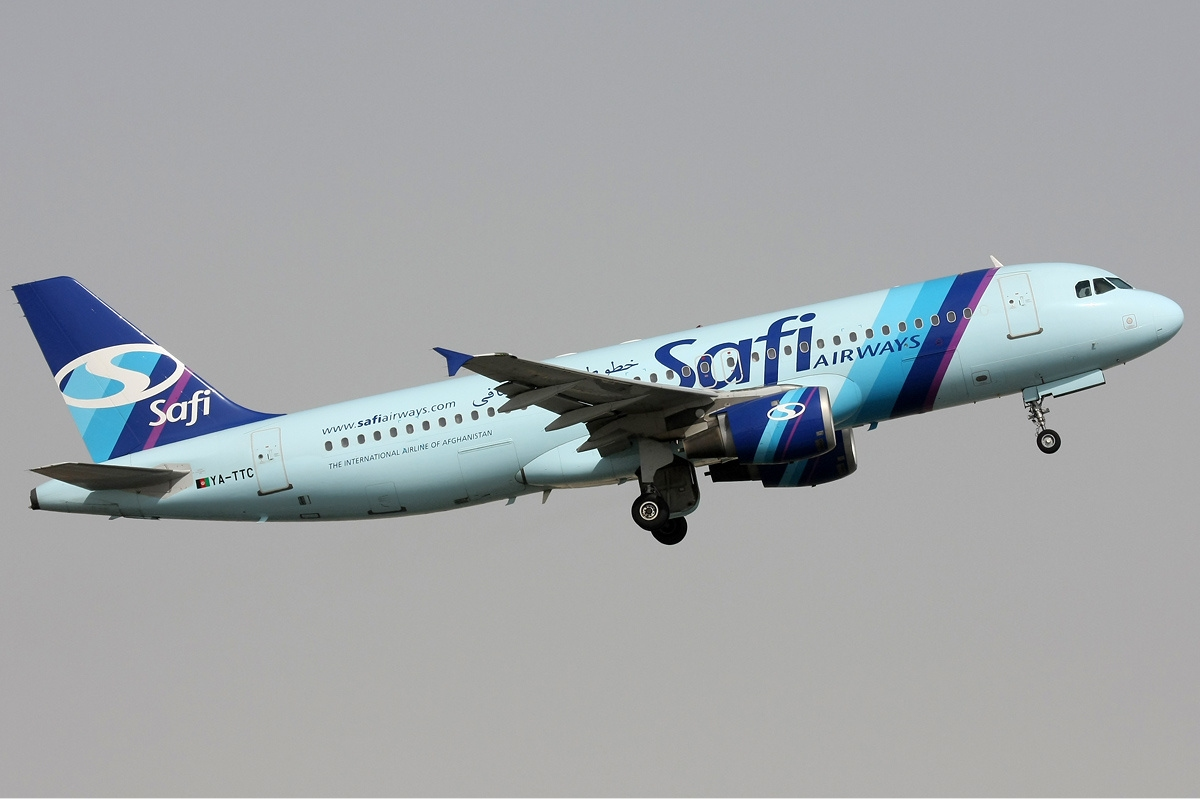
一架萨菲航空空中客车A320飞机正在阿拉伯联合酋长国迪拜国际机场起飞（2010年）。

截至2015年7月，萨菲航空在以下机场提供航空服务：

### 未来航点
萨菲航空正在寻求扩大其运营的航空网络，计划在2016和2017年逐步开通或恢复飞往伊斯坦布尔、安卡拉、杜尚别、法兰克福、德黑兰和华盛顿的航线

## 机队

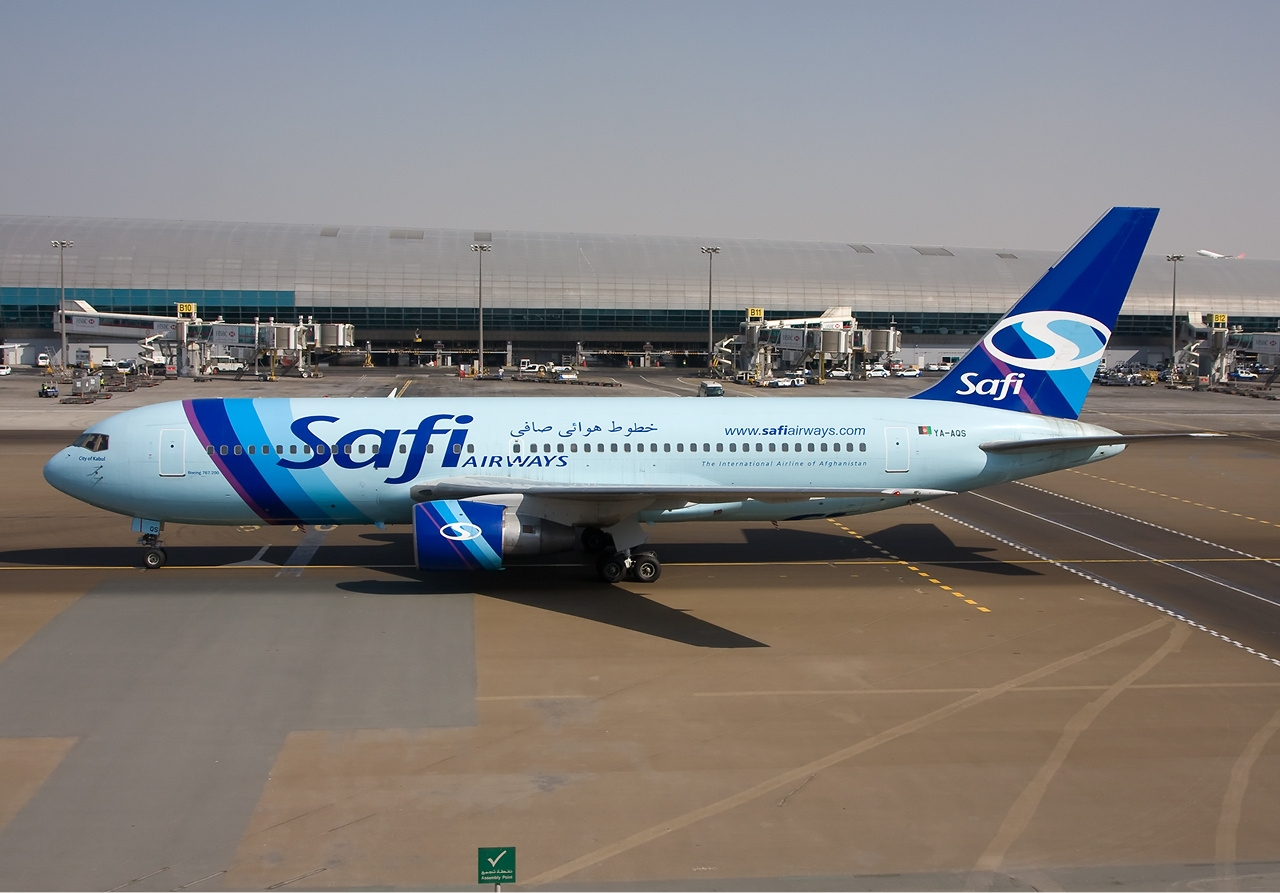
一架萨菲航空波音767-200ER飞机在阿拉伯联合酋长国迪拜国际机场（2010年）。

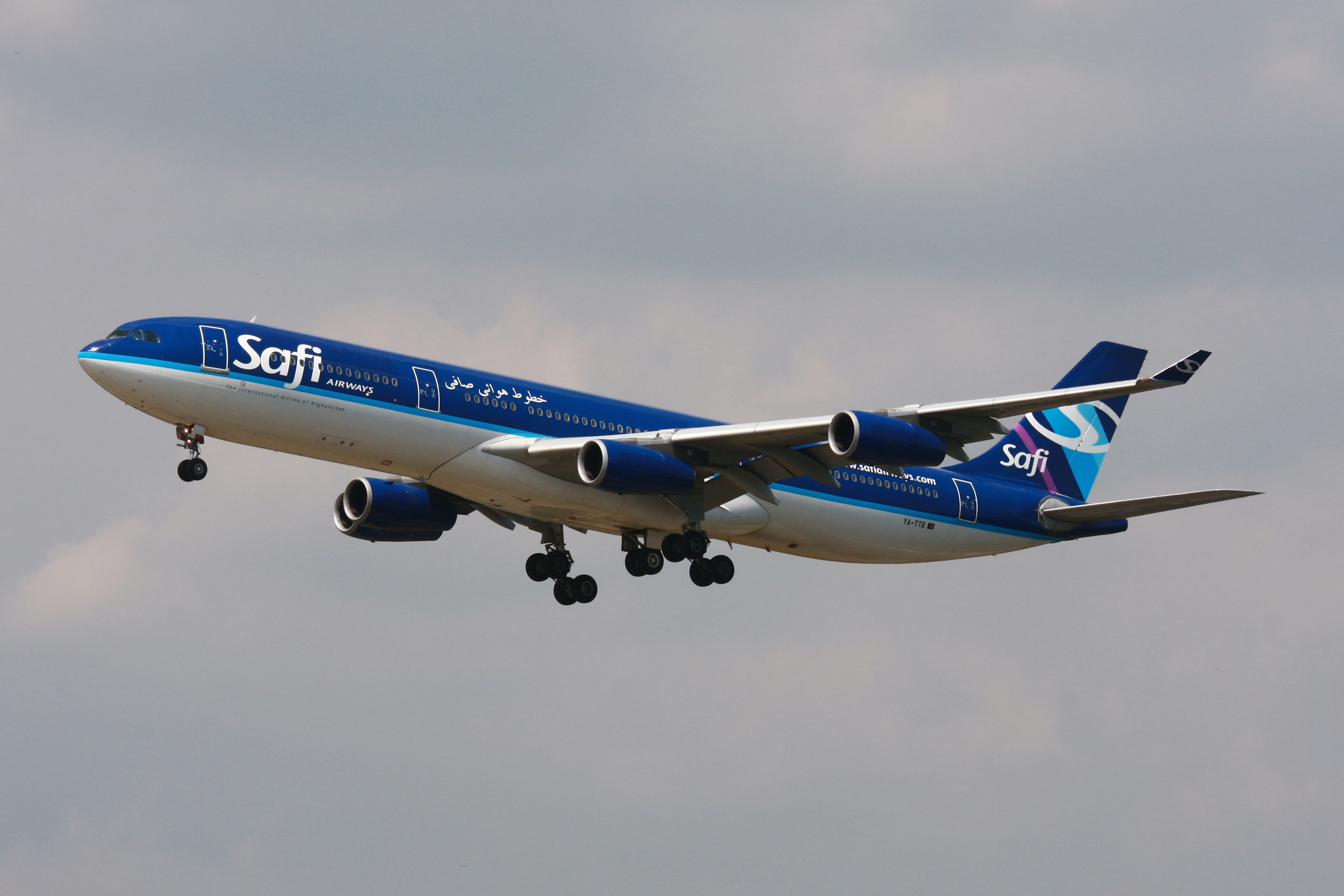
一架旧涂装萨菲航空空客A340-300飞机在德国法兰克福国际机场降落（2010年）。

截至2016年8月，萨菲航空机队包括以下飞机：
| 机型          | 服役中 | 订购中 | 载客量 | 载客量 | 载客量 | 备注信息 |
| 机型          | 服役中 | 订购中 | J      | Y      | 总量   | 备注信息 |
| ------------- | ------ | ------ | ------ | ------ | ------ | -------- |
| 空客A319-100  | 1      | —      | 12     | 108    | 120    |          |
| 空客A320-200  | 1      | —      | 12     | 132    | 144    |          |
| 波音767-200ER | 1      | —      | 12     | 196    | 208    |          |
| Total         | 3      | 0      |        |        |        |          |

### 历史机队
萨菲航空的机队在其运营历史上曾经拥有以下型号的飞机：
| 机型         | 引进时间 | 退役时间 |
| ------------ | -------- | -------- |
| 空客A340-300 | 2009年   | 2011年   |
| 波音737-300  | 2008年   | 2011年   |
| 波音757-200  | 2012年   | 2014年   |